# Garderobsteatern

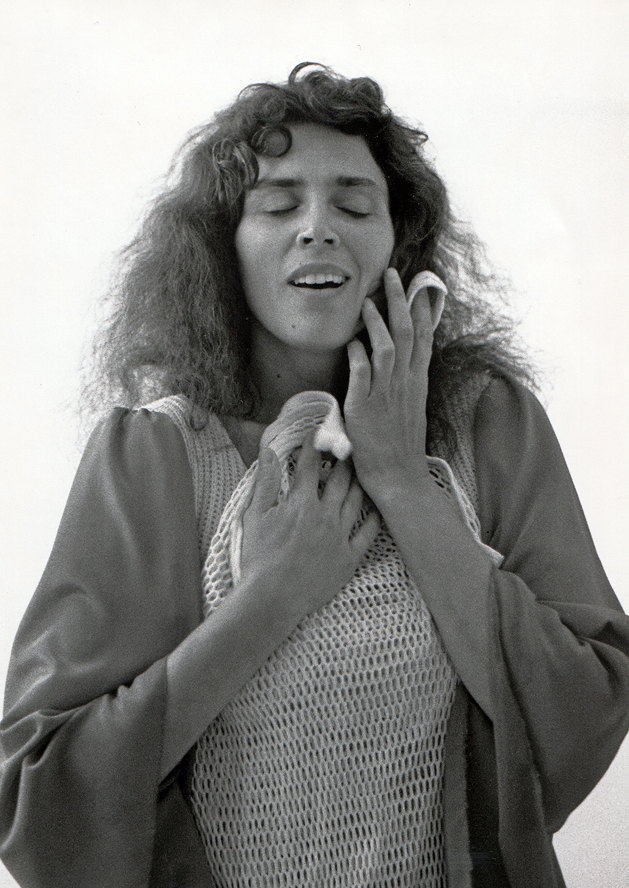
Anja Schmidt i en passionerad scen med en mans brynja. 1988.

Garderobsteatern var en fri teatergrupp i Malmö, verksam åren 1972–1988, de senare åren på Ystadsgatan 22. Gruppen startades av Rolf Rang, Christina Claesson, Christel Hansson, Anja Schmidt och Raimo Juntunen. Åren 1977–1988 var Maria Lindström verksam vid teatern. Karin Parrot var under flera år gruppens regissör.